# 新藤耕平
新藤 耕平（しんどう こうへい、1991年11月12日- ）は、日本のボート選手（ローイング選手）。山梨県南都留郡富士河口湖町出身。元早稲田大学漕艇部員。2013年度早稲田大学漕艇部主将。現在はコーチとして活躍している。
山梨県立富士河口湖高等学校では2009年の高校選抜大会のシングルスカルで5位に入った。
2009年インターハイ3位、新潟国体3位の実績でスポーツ推薦で早稲田大学スポーツ科学部に入学した。
1年次の2010年、第37回全日本大学選手権2位、第88回全日本選手権3位。
2年次の2011年、東日本大震災による影響で開催の危ぶまれていた早慶レガッタのメンバーに選ばれ、勝利。連覇に貢献。。
続く秋の第52回全日本新人ボート選手権では男子エイトでクルーリーダーを務め優勝を果たす。
2013年ユニバーシアードU23日本代表選考では長田敦と共闘、激戦の末僅差で代表を逃す。
4年次には主将を務めた。春の早慶レガッタでは7艇身差の大差をつけられて敗れた。全日本大学選手権では3位、引退レースとなった全日本選手権では決勝進出を逃した。